# João Maria Messi
Dom João Maria Messi, OSM (Recanati, Itália, 5 de outubro de 1934) é um bispo ítalo-brasileiro.
De 1988 a 1995, foi bispo auxiliar da Arquidiocese de Aracaju.
De 1995 a 1999, foi o 3º bispo diocesano da Diocese de Irecê.
Em novembro de 1999 foi nomeado 6º bispo da Diocese de Barra do Piraí-Volta Redonda, no estado do Rio de Janeiro.
Aos 8 de junho de 2011 o Papa Bento XVI aceitou o seu pedido de renúncia, por limite de idade, ao encargo de bispo da Diocese de Barra do Piraí-Volta Redonda.